# Listeria monocytogenes
Listeria monocytogenes este o specie de bacterie patogenă Gram-pozitivă care provoacă infecția denumită listerioză. Este o bacterie facultativ anaerobă, capabilă să supraviețuiască în prezența sau absența oxigenului. Se poate dezvolta și reproduce în interiorul celulelor gazdei și este unul dintre cei mai virulenți agenți patogeni de origine alimentară. Douăzeci până la treizeci la sută dintre infecțiile cu listerioză de origine alimentară la persoanele cu risc ridicat pot fi fatale. În Uniunea Europeană, listerioza prezintă o tendință ascendentă și a început în 2008, provocând 2.161 de cazuri confirmate și 210 decese raportate în 2014, cu 16 % mai multe decât în 2013. În UE, ratele mortalității cauzate de listerioză sunt, de asemenea, mai ridicate decât cele ale altor agenți patogeni de origine alimentară. Responsabilă pentru aproximativ 1.600 de îmbolnăviri și 260 de decese în Statele Unite în fiecare an, listerioza ocupă locul al treilea în ceea ce privește numărul total de decese în rândul agenților patogeni bacterieni de origine alimentară, cu rate de mortalitate care depășesc chiar și Salmonella spp. și Clostridium botulinum.